# 下羅計長官司
下罗计长官司，元朝行政区划。属于四川行省。治所在今四川省珙县。
管理蛮地。其地邻近乌蛮，和叙州、长宁军相接，都是西南夷族，与上羅計長官司相同。元世祖至元十二年（1275年），长宁知军率先内附元朝。十三年（1276年），昝顺率领本部夷酋张得颜个到行枢密院降附，枢密院奏请命他下罗计蛮夷千户。二十二年（1285年），诸蛮都叛元，只有下羅計長官司本部无异志。